# Розенкранц и Гильденстерн мертвы (фильм)
«Розенкранц и Гильденстерн мертвы» (также «Розенкранц и Гильденштерн мертвы»; англ. Rosencrantz & Guildenstern Are Dead) — художественный фильм Тома Стоппарда, который экранизировал собственную одноимённую пьесу.

## Сюжет
Фильм, как и пьеса, сосредоточен на Розенкранце, Гильденстерне и их действиях (или отсутствии таковых), разворачивающихся преимущественно «за кулисами» шекспировского «Гамлета». Фильм начинается с конного путешествия героев в Эльсинор, во время которого они размышляют о судьбе, памяти и языке. Розенкранц находит монету и многократно её подбрасывает; монета каждый раз падает «орлом» вверх, и Гильденстерн делает вывод, что с реальностью что-то неладно.
Далее герои встречают труппу бродячих трагиков и в ходе беседы с Актёром, их лидером, таинственным образом перемещаются в Эльсинор, где разворачивается действие шекспировской трагедии. Они бродят по замку и слушают диалоги других персонажей пьесы, пытаясь разобраться в происходящем. Королевская чета просит Розенкранца и Гильденстерна остаться в замке и выяснить причину безумия Гамлета (и, по возможности, найти способ его исцелить). Они проводят время «за кулисами» шекспировской трагедии, пытаясь понять, что не так с принцем и что требуется от них самих.
В дальнейшем действие, разворачивающееся в фильме, соответствует событиям «Гамлета» в тех эпизодах, когда главные герои появляются в ней у Шекспира. Когда же «основное действие» происходит где-то ещё, Розенкранц и Гильденстерн преимущественно заняты бесплодными блужданиями по замку. Вскоре в Эльсинор прибывает ранее встреченная героями группа трагиков, которые тоже являются персонажами шекспировской трагедии.
Актёр упрекает Розенкранца и Гильденстерна за то, что до этого они бросили их с труппой, поскольку их представление не может существовать без зрителя. Он объясняет героям конвенциональную логику в отношении театральных постановок.
После некоторого времени, проведённого в замке, король отправляет Розенкранца и Гильденстерна в Англию, за пределы «главного действия». Финальная часть фильма происходит на корабле, где герои читают письмо Клавдия английскому королю, которое они должны доставить в страну вместе с Гамлетом; они выясняют, что письмо содержит просьбу о казни принца. Герои решают сделать вид, что содержание письма им неизвестно. Тем временем Гамлет подменяет письмо на то, которое написал он сам, и (как это было у самого Шекспира) сбегает с пиратами, атакующими королевский корабль.
Розенкранц и Гильденстерн обеспокоены тем, что им делать теперь, когда Гамлет исчез; они не знают о том, что принц подменил письмо, и теперь оно содержит приказ об их собственной казни. Появляется актёр в костюме английского короля и, зачитав письмо, приговаривает героев к смерти. Гильденстерн, все ещё пытающийся противостоять судьбе, поражает Актёра его собственным кинжалом, однако выясняется, что оружие было всего лишь театральным реквизитом.
Далее показаны смерти Офелии, Лаэрта, Гертруды, Клавдия и Гамлета, описанные в тексте Шекспира. Розенкранц и Гильденстерн, наконец принявшие свою судьбу, повешены. Фильм завершается сценой, в которой трагики убирают весь реквизит в повозку и продолжают свой путь.

## В ролях
- Гэри Олдмен — Розенкранц
- Тим Рот — Гильденстерн
- Ричард Дрейфус — актёр
- Джоанна Рот — Офелия
- Иэн Глен — Гамлет
- Дональд Самптер — Клавдий
- Джоанна Майлс — Гертруда

## Отзывы и оценки
Реакция критиков была преимущественно положительной. На сайте-агрегаторе Rotten Tomatoes фильм имеет рейтинг 62% на основе 29 отзывов. В отрицательных отзывах критика чаще всего заключается в том, что структура и содержание пьесы больше подходят для постановки на сцене, чем для экранизации. Среди примеров такой критики — рецензия Винсента Кэнби, в которой тот отмечает, что «[Стоппард] находит наслаждение в звучаниях и значениях, в каламбурах, в словесных пируэтах, когда слова взмывают ввысь и пикируют вниз, являясь будто чем-то визуальным. На сцене такое может отлично поразвлечь... В кинематографе, как более реалистичном искусстве, от такого количества слов может заложить уши, слова могут лечь на веки тяжестью старинных монет. Именно таков эффект фильма “Розенкранц и Гильденстерн мертвы”». Роджер Эберт сходным образом утверждает, что «проблема в том, что материал этой пьесы не был предназначен для киноадаптации, он едва ли способен функционировать как фильм».

## Награды и номинации
- 1990 — призы «Золотой лев» (Том Стоппард) и Pasinetti Award лучшему актёру (Ричард Дрейфус) на Венецианском кинофестивале
- 1991 — премия Directors' Week Award кинофестиваля «Фантаспорту» (Том Стоппард)
- 1992 — номинация на премию «Независимый дух» за лучшую мужскую роль (Гэри Олдмен)